# Cladocarpus vaga
Cladocarpus vaga är en nässeldjursart som först beskrevs av Briggs 1918.  Cladocarpus vaga ingår i släktet Cladocarpus och familjen Aglaopheniidae. Inga underarter finns listade i Catalogue of Life.